# 小行星1346
小行星1346（1346 Gotha）是一颗绕太阳运转的小行星，为主小行星带小行星。该小行星于1929年2月5日发现。
該小行星以德國的市鎮哥達命名。

## 轨道参数
小行星1346的轨道半长轴为2.6303403 UA，离心率为0.177。